# Blue Lagoon: Rettungslos verliebt
Blue Lagoon: Rettungslos verliebt (Originaltitel: Blue Lagoon: The Awakening) ist ein US-amerikanischer Fernsehfilm, der am 16. Juni 2012 auf Lifetime Television Premiere hatte. Regie führte Mikael Salomon, Indiana Evans und Brenton Thwaites spielten die Hauptrollen. Der Fernsehfilm ist die fünfte Adaption des Romans Die blaue Lagune von Henry De Vere Stacpoole bzw. eine Neuverfilmung des Kinofilms Die blaue Lagune aus dem Jahr 1980.

## Handlung
Die beiden Schüler Emma und Dean sind auf einer Klassenfahrt nach Trinidad, um dort eine Schule zu bauen und die Insel zu erkunden. Während einer Bootsparty fällt Emma über Bord, als die Party von einer Razzia unterbrochen wird. Dean springt ins Wasser, um sie zu retten. In einem Schlauchboot gelangen sie auf eine einsame Insel. Obwohl sie wenig gemeinsam haben, sind sie nun aufeinander angewiesen, um zu überleben. Im Laufe der Zeit entwickeln sie Gefühle füreinander und haben eine romantische Beziehung. Nach über einhundert Tagen auf der Insel werden sie von einem Touristenhubschrauber gerettet und in ihre Heimat zurückgebracht. Sie werden von ihren Familien, Freunden und den Medien erwartet. Emma ist eine noch beliebtere Schülerin als vor ihrem Verschwinden, während Dean immer noch ein Außenseiter ist, der sich nach Emma sehnt. Emma nimmt am Abschlussball teil, und Dean beschließt nach einer kleinen Ermunterung durch seinen Vater, auch dorthin zu gehen. Emma und Dean küssen sich auf dem Abschlussball leidenschaftlich und tanzen miteinander.

## Kritiken
- Das Slate bemängelt: „Der Film ist wenig aufsehenerregend und mildert das sensationellste Material der Geschichte mit Bedacht ab.“ (“The movie, less than sensational, prudently tempers the story's most sensational material.”)[2]
- Die New York Post schreibt: „Wenn Sie den alten ‚Die Blaue Lagune‘ gemocht haben, werden sie den neuen sicher hassen. Wenn sie jedoch den alten hassten, könnten Sie Lifetimes neue Eigenproduktion ‚Blue Lagoon: The Awakening‘ mögen, der Samstagabend Premiere hat.“ (“If you loved the old ’Blue Lagoon’ for sure, you’ll hate the new one. However if you hated the old one, you may love Lifetime’s new original movie ’Blue Lagoon: The Awakening’, which debuts Saturday night.”).[3]

## Synchronisation
| Rolle                    | Darsteller            | Deutsche Synchronstimme   |
| ------------------------ | --------------------- | ------------------------- |
| Emmaline „Emma“ Robinson | Indiana Evans         | Janin Stenzel             |
| Dean McMullen            | Brenton Thwaites      | Constantin von Jascheroff |
| Barbara Robinson         | Denise Richards       | Victoria Sturm            |
| Jack McMullen            | Patrick St. Esprit    | Frank Röth                |
| Phil Robinson            | Frank John Hughes     | Johannes Berenz           |
| Lizzie                   | Alix Elizabeth Gitter | Magdalena Turba           |
| Stacey Robinson          | Carrie Wampler        | Kristina Tietz            |
| Helen                    | Hayley Kiyoko         | Yvonne Greitzke           |
| Jude                     | Aimee Carrero         | Esra Vural                |
| Ms. Collier              | Annie Tedesco         | Marion Musiol             |
| Mr. Christiansen         | Christopher Atkins    | Rainer Doering            |
| Stephen Sullivan         | Jacob Artist          | Benjamin Stöwe            |